# Magia di luce
Magia di luce (Witchlight, 1996) è un romanzo dell'autrice statunitense Marion Zimmer Bradley, pubblicato in Italia da TEA nel 1998. È il seguito di Spirito di luce e dà vita al Ciclo delle avventure nel paranormale, serie che riprende una vecchia passione dell'autrice: i romanzi con forti accenti di occultismo ed elementi inerenti ai generi gotico e paranormale.

## Trama
Una serie di eventi inspiegabili travolge la vita di Iverness Musgrave, nella cui mente, senza più ricordi e senza più nemmeno un volto amico, emergono di tanto in tanto frammenti di un passato che non riesce più a ricordare. Sta forse impazzendo? Ma qualcosa nel buio sembra scrutare ogni sua mossa e ben presto inizia una precipitosa fuga da se stessa, inseguita da qualcosa di oscuro che la porterà in certa di aiuto proprio presso Verity Jourdemayne, studiosa del paranormale, che la mette in guardia dalle oscure attività di un poltergeist.

## Edizioni
- Marion Zimmer Bradley, Magia di Luce, TEA,  pp. 313, cap. 15, ISBN 88-7818-240-0.